# Jorvan Vieira
Jorvan Vieira (Duque de Caxias, 24 de maio de 1953) é um treinador luso-brasileiro de futebol. Atualmente, está no Al-Seeb Sport Club de Omã.
Seu principal feito foi a conquista da Copa da Ásia com a Seleção Iraquiana de Futebol. Após o título ele entregou o cargo e a equipe passou a ser comandada pelo sérvio Bora Milutinović.

## Títulos
Seleção Iraquiana
- Copa da Ásia: 2007[3]